# チューリッヒ・トーンハレ管弦楽団

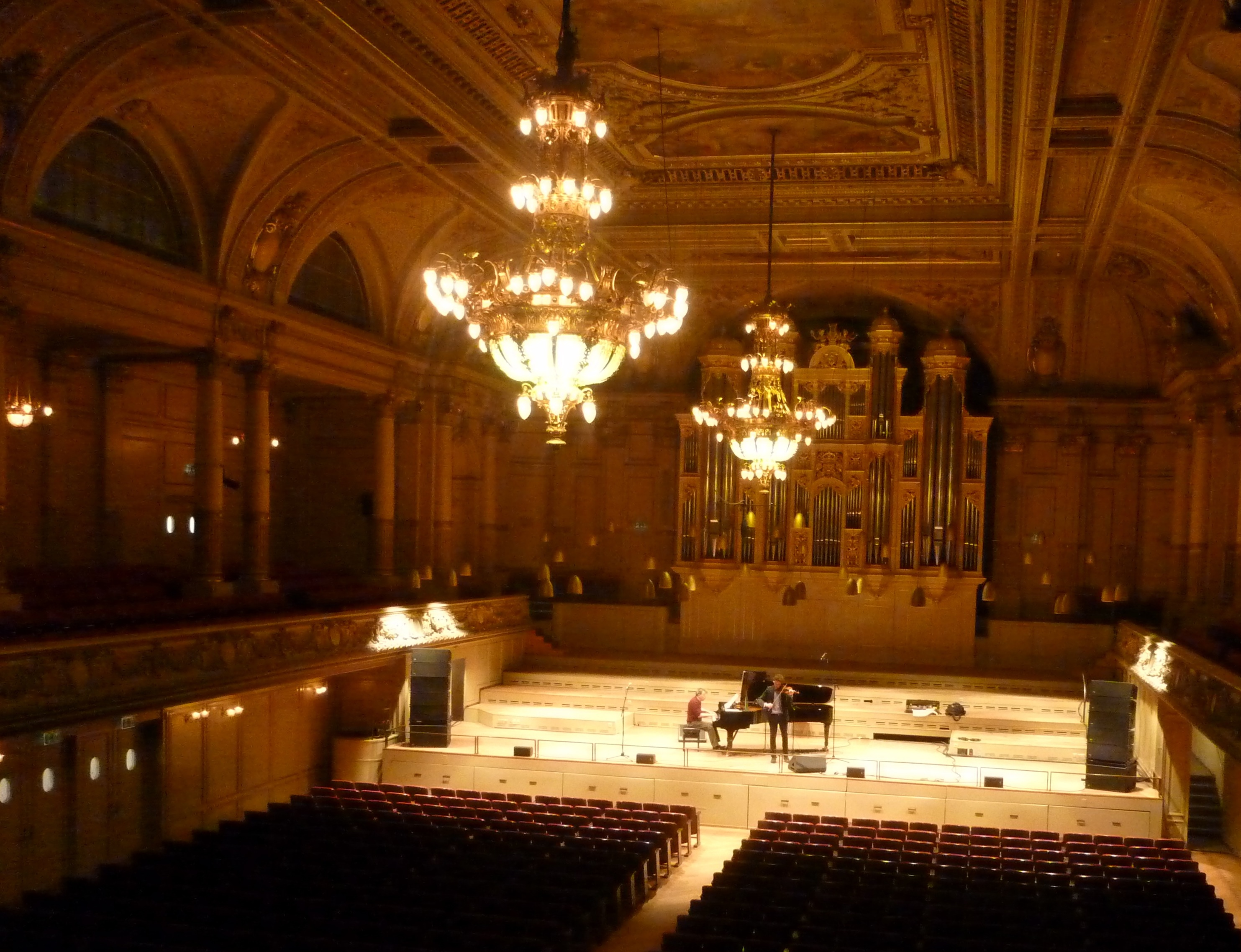

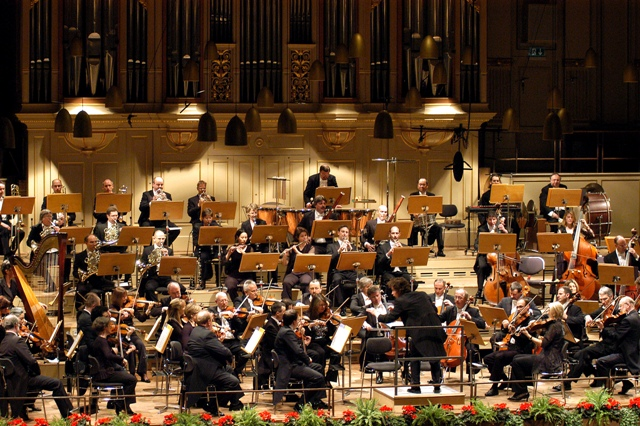

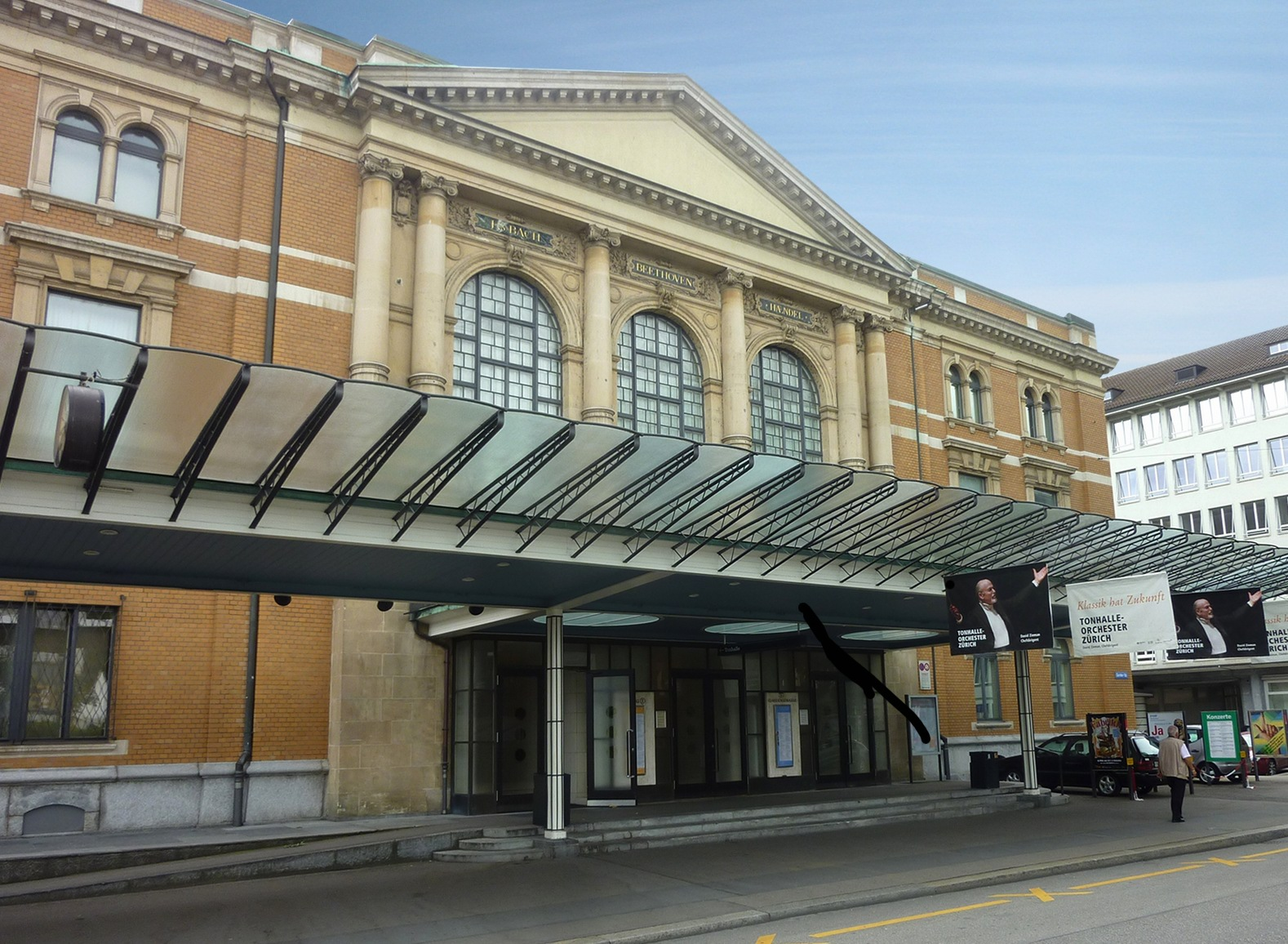
トーンハレ

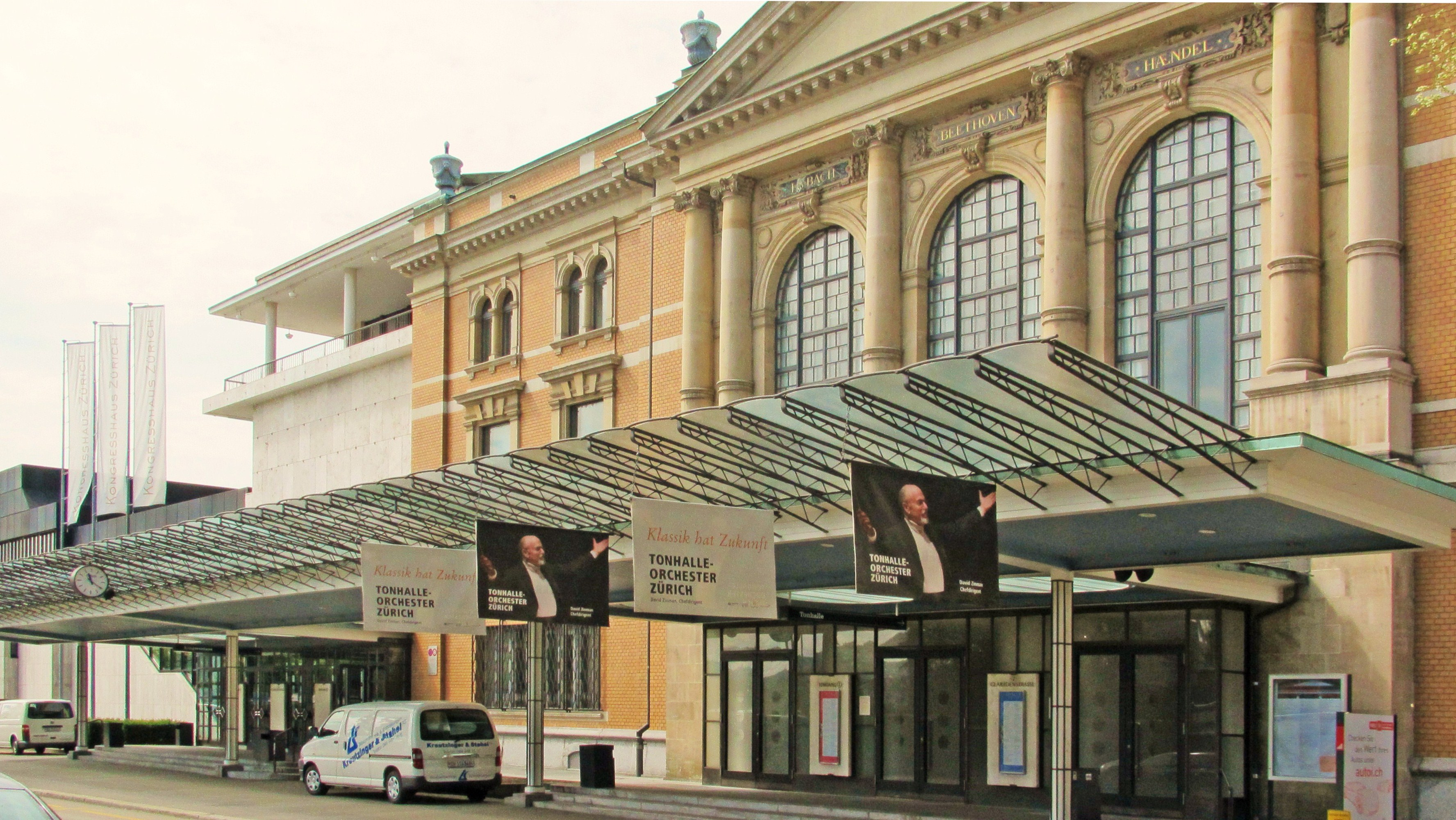

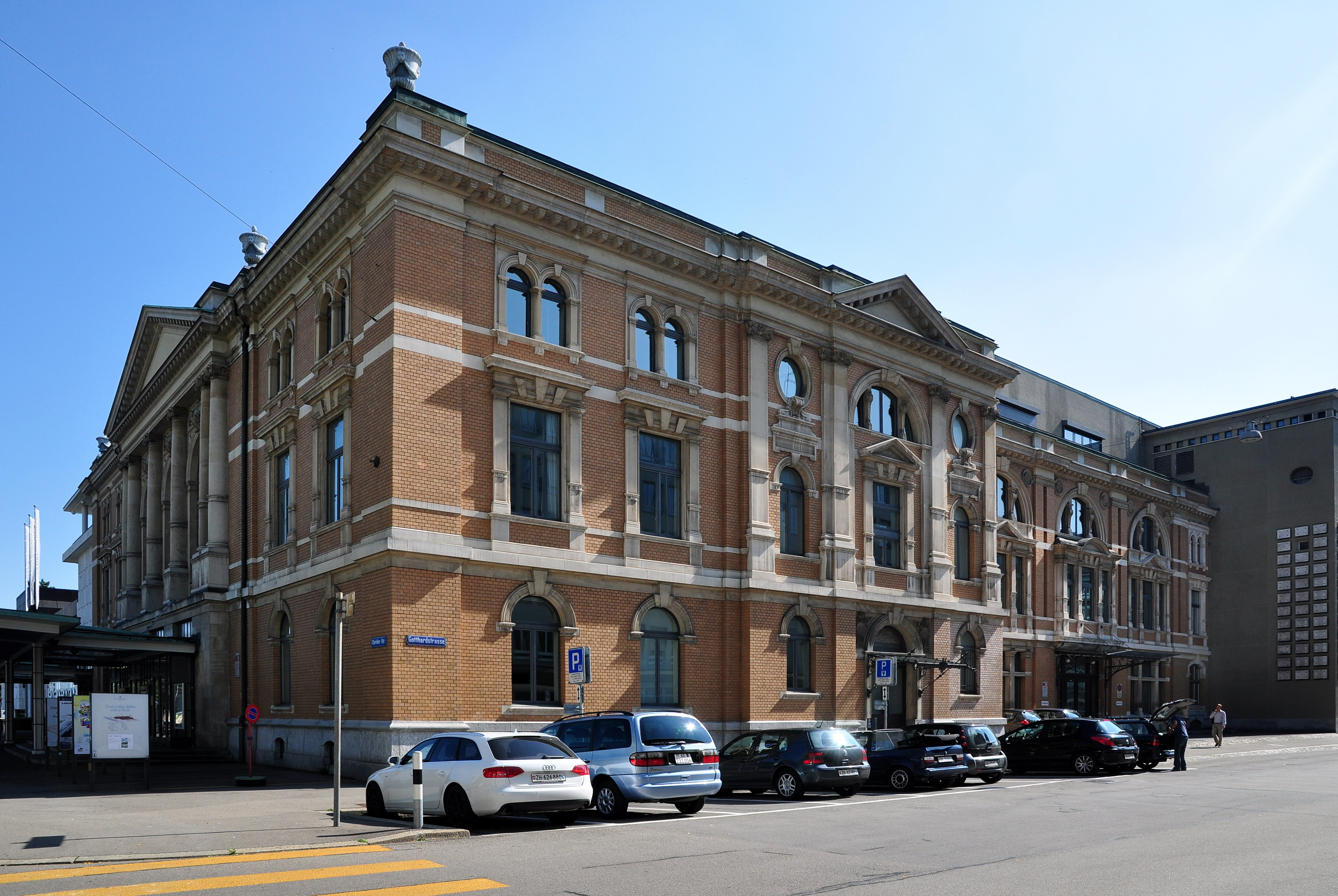

チューリッヒ・トーンハレ管弦楽団（ドイツ語: Tonhalle Orchester Zürich）は、チューリッヒを本拠とするスイスのオーケストラ。

## 概要
チューリッヒをはじめとするスイスのドイツ語圏は、宗教改革の荒波に洗われた結果、教会が音楽文化の牽引役を果たすことができなくなった。代わって、プロテスタントの聖歌を収集する、あるいは集める目的で作られたコレギウム・ムジクムが、市民の音楽文化を担う役割を果たすこととなった。18世紀には合唱が盛んになり、18世紀末にはペスタロッチの影響を受けたネーゲリらの活動がチューリッヒで始まるが、それでも合唱が中心で、器楽は細々としたものであった。しかし、1834年にチューリッヒ歌劇場が設立されると、オーケストラが必要となり、最初のオーケストラが設立される。
ここに、失敗に終わったドレスデン革命に荷担、スイスへの亡命を余儀なくされたワーグナーがやってくる。1849年、ヴェーゼンドンクの食客としてチューリッヒに滞在していたワーグナーは、『トリスタンとイゾルデ』の作曲に取り組む一方で、チューリッヒや近在の楽員を集めてしばしばコンサートを開いている。この演奏会が大評判となり、常設のコンサート・オーケストラ設立の気運をチューリッヒ市民にもたらすこととなった。こうして1862年、チューリッヒ歌劇場のオーケストラなどを母体として、初めてオーケストラ・コンサートを行う団体が産声を上げることとなる。
1868年、トーンハレ協会の設立に伴い、このオーケストラを母体として現在のチューリッヒ・トーンハレ管弦楽団が創設される。設立当初の楽員はわずか33名であったという。初代指揮者には、ライプツィヒ・ゲヴァントハウス管弦楽団でコンサートマスターをしていたフリードリヒ・ヘーガーが呼び寄せられた。ヘーガーは作曲家でもあり、後にブラームスの取り巻きの一人となった。そういうことからスイスに頻繁に滞在していたブラームスが、数度にわたってトーンハレ管に客演している。
1895年、ブラームスを招いて、現在本拠地としているコンサートホール「トーンハレ」の落成記念コンサートが行われた。ブラームスが自作の『勝利の歌』のタクトをとった後に、初代指揮者のヘーガーがベートーヴェンの交響曲第9番を振って、新トーンハレの第1回コンサートが行われた。
27歳でトーンハレ管弦楽団の指揮者となり、オーケストラの土台を築いたヘーガーも1906年に退任し、後任にフォルクマール・アンドレーエが就任する。ヘーガーが38年率いたオーケストラを、アンドレーエはこの後40年以上にもわたって率いることとなる。アンドレーエはまたブルックナー指揮者としても著名であり、いくつかの録音も残している。
1949年にアンドレーエの弟子でもあったエーリヒ・シュミットがその後任となる。その後、1965年からはルドルフ・ケンペを首席指揮者に迎え、オーケストラは大躍進を遂げてヨーロッパ有数のオーケストラの地位を確立する。このコンビの録音は少ないが、ブルックナーの交響曲第8番などの録音がわずかに残されている。
1967年から1971年まで、シャルル・デュトワがフランス系レパートリーの充実を目的にトーンハレに頻繁に客演している。デュトワはトーンハレの首席指揮者にはならず、その後、モントリオール交響楽団に転出、トーンハレにはまたしてもドイツ人指揮者のゲルト・アルブレヒトが首席指揮者に就任する。その後、ドイツ人でピアニスト出身の指揮者クリストフ・エッシェンバッハ、そして若杉弘、またもドイツ人のクラウス・ペーター・フロールといった指揮者の首席就任が続いた。
20世紀の終わり近くまで歴代首席指揮者の多くがドイツ人だったということで、オーケストラの国際化が進む中、トーンハレはアイデンティティーを堅守している昨今稀有なケースと言えるかも知れない。つまり、スイス・ロマンド管弦楽団がスイスのフランス語地域のオーケストラである一方、トーンハレはドイツ語地域の中心を占めるオーケストラであるというアイデンティティーを守る事を主眼に置いた首席指揮者の選択をして来たといえるだろう。もっとも、スイス・ロマンド管弦楽団も1970年代以降はドイツ系の音楽監督が多いので、ドイツ国内のしがらみ体質を嫌うドイツ人指揮者のドーナツ化といった多様な要因が考えうるところではある。
1985年、オーケストラはチューリッヒ歌劇場管弦楽団とコンサート専門のトーンハレ管弦楽団とに分かれる。それまでも大体歌劇専門のグループとオーケストラ・コンサート専門のグループに分かれていたものの、多少の行き来があった。しかし、この年からは完全に別個の団体として活動している。
1995年に、アメリカ人のデイヴィッド・ジンマンを音楽監督に迎えたことは、トーンハレにとって画期的な人事であった。ジンマンの就任によって、トーンハレのアルテノヴァ・レーベルへの録音に火がつく。ベーレンライター版に基づくベートーヴェン交響曲全集はクラシック・ファンの大きな注目を浴び、リヒャルト・シュトラウスの管弦楽曲全集やモーツァルトのヴァイオリン協奏曲全集、オネゲルの管弦楽曲集などの録音が、多くの人に衝撃を与えた。
コンサートホール「トーンハレ」は、2017年から2021年にかけて4年がかりの大幅な改築が行われた。また、オルガンも新調された。こけら落とし公演は2021年9月15日に行われ、2021-2022シーズンの開幕コンサートであった。

## 歴代指揮者等

### 音楽監督
- フリードリヒ・ヘーガー（1868年 - 1906年）
- フォルクマール・アンドレーエ（1906年 - 1949年）
- エーリヒ・シュミット（1949年 - 1957年）
- ハンス・ロスバウト（1957年 - 1962年）

### 首席指揮者
- ルドルフ・ケンペ（1965年 - 1972年）
- ゲルト・アルブレヒト（1975年 - 1980年）
- クリストフ・エッシェンバッハ（1982年 - 1986年）
- 若杉弘（1987年 - 1991年）
- クラウス・ペーター・フロール（1991年 - 1994年）
- デイヴィッド・ジンマン（音楽監督兼任、1995年 - 2014年）
- リオネル・ブランギエ（2014年 - 2018年）
- パーヴォ・ヤルヴィ（音楽監督兼任、2019/2020年シーズンより就任[3]）